# Sternalice (gmina)
Sternalice (od 1952 Radłów) – dawna gmina wiejska istniejąca w latach 1945–1952 w woj. śląskim i woj. opolskim (dzisiejsze woj. opolskie). Siedzibą władz gminy były Sternalice.
Jako polska jednostka administracyjna gmina Sternalice zaczęła funkcjonować po II wojnie światowej (w grudniu 1945) w powiecie oleskim na terenie tzw. Ziem Odzyskanych (tzw. I okręg administracyjny – Śląsk Opolski), powierzonym 18 marca 1945 administracji wojewody śląskiego, a z dniem 28 czerwca 1946 przyłączonym do woj. śląskiego (śląsko-dąbrowskiego).
Według stanu z 1 stycznia 1946 gmina składała się z 6 gromad: Sternalice, Ligota Oleska, Karmonki Nowe, Radłów, Wichrów i Wolęcin. 6 lipca 1950 zmieniono nazwę woj. śląskiego na katowickie; równocześnie gmina Sternalice wraz z całym powiatem oleskim weszła w skład nowo utworzonego woj. opolskiego.
26 kwietnia 1952 jednostka o nazwie gmina Sternalice została zniesiona w związku z przeniesieniem siedziby władz gminy ze Sternalic do Radłowa i zmianą nazwy jednostki na gmina Radłów.